# Wołczyszczowice
Wołczyszczowice (ukr. Вовчищовичі) – wieś na Ukrainie, w rejonie jaworowskim (do 2020 roku w rejonie mościskim) obwodu lwowskiego. Wieś liczy 444 mieszkańców (2023 rok).
Wieś położona w powiecie przemyskim, była własnością Jana Stawskiego, została spustoszona w czasie najazdu tatarskiego w 1672 roku.
W II Rzeczypospolitej do 1934 samodzielna gmina jednostkowa. Następnie należała do zbiorowej wiejskiej gminy Dydiatycze w powiecie mościskim w woj. lwowskim. W 1944 nacjonaliści ukraińscy z OUN - UPA zamordowali tutaj 18 Polaków. Po wojnie wieś weszła w struktury administracyjne Związku Radzieckiego.